# Laura Letrari
Laura Letrari (Bresanona, 8 de marzo de 1989) es una deportista italiana que compitió en natación.
Ganó dos medallas de bronce en el Campeonato Europeo de Natación en Piscina Corta, en los años 2010 y 2011.

## Palmarés internacional
| Campeonato Europeo en Piscina Corta | Campeonato Europeo en Piscina Corta | Campeonato Europeo en Piscina Corta | Campeonato Europeo en Piscina Corta |
| Año                                 | Lugar                               | Medalla                             | Prueba                              |
| ----------------------------------- | ----------------------------------- | ----------------------------------- | ----------------------------------- |
| 2010                                | Eindhoven (Países Bajos)            | Medalla de bronce                   | 4 × 50 m estilos                    |
| 2011                                | Szczecin (Polonia)                  | Medalla de bronce                   | 4 × 50 m libre                      |